# 3 000 mètres steeple masculin aux championnats du monde d'athlétisme 2022
Pour des articles plus généraux, voir Championnats du monde d'athlétisme 2022 et 3 000 mètres steeple aux championnats du monde d'athlétisme.
Navigation
Doha 2019 Budapest 2023
L'épreuve du 3 000 mètres steeple masculin des championnats du monde de 2022 se déroule les 15 et 18 juillet 2022 au sein du stade Hayward Field à Eugene, aux États-Unis.

## Mimimas de qualification
Le minima de qualification est fixé à 8 min 22 s 00, la période de qualification est comprise entre le 27 juin 2021 et le 26 juin 2022.

## Résultats

### Finale
| Rang               | Athlète              | Pays       | Temps   | Notes |
| ------------------ | -------------------- | ---------- | ------- | ----- |
| Médaille d'or      | Soufiane el-Bakkali  | Maroc      | 8:25.13 |       |
| Médaille d'argent  | Lamecha Girma        | Éthiopie   | 8:26.01 |       |
| Médaille de bronze | Conseslus Kipruto    | Kenya      | 8:27.92 |       |
| 4                  | Getnet Wale          | Éthiopie   | 8:28.68 |       |
| 5                  | Abraham Kibiwot      | Kenya      | 8:28.95 |       |
| 6                  | Evan Jager           | États-Unis | 8:29.08 |       |
| 7                  | Yemane Haileselassie | Érythrée   | 8:29.40 |       |
| 8                  | Hillary Bor          | États-Unis | 8:29.77 |       |
| 9                  | Daniel Arce          | Espagne    | 8:30.05 |       |
| 10                 | Hailemariyam Amare   | Éthiopie   | 8:31.54 |       |
| 11                 | Avinash Sable        | Inde       | 8:31.75 |       |
| 12                 | Ahmed Abdelwahed     | Italie     | 8:33.43 |       |
| 13                 | Mehdi Belhadj        | France     | 8:34.49 |       |
| 14                 | Sebastián Martos     | Espagne    | 8:36.66 |       |
| 15                 | Leonard Bett         | Kenya      | 8:36.74 |       |

### Séries
Les 3 premiers de chaque série (Q) et les six meilleurs temps (q) se qualifient pour la finale.
| Rang | Série | Athlète                | Pays       | Temps   | Notes |
| ---- | ----- | ---------------------- | ---------- | ------- | ----- |
| 1    | 1     | Soufiane el-Bakkali    | Maroc      | 8:16.65 | Q     |
| 2    | 1     | Leonard Bett           | Kenya      | 8:16.94 | Q     |
| 3    | 1     | Abraham Kibiwot        | Kenya      | 8:17.04 | Q     |
| 4    | 1     | Getnet Wale            | Éthiopie   | 8:17.49 | q     |
| 5    | 3     | Hailemariyam Amare     | Éthiopie   | 8:18.34 | Q     |
| 6    | 3     | Evan Jager             | États-Unis | 8:18.44 | Q     |
| 7    | 3     | Avinash Sable          | Inde       | 8:18.75 | Q     |
| 8    | 3     | Yemane Haileselassie   | Érythrée   | 8:18.75 | q, SB |
| 9    | 1     | Sebastián Martos       | Espagne    | 8:18.94 | q     |
| 10   | 2     | Lamecha Girma          | Éthiopie   | 8:19.64 | Q     |
| 11   | 2     | Conseslus Kipruto      | Kenya      | 8:20.12 | Q     |
| 12   | 2     | Hillary Bor            | États-Unis | 8:20.18 | Q     |
| 13   | 2     | Mehdi Belhadj          | France     | 8:20.47 | q     |
| 14   | 1     | Ahmed Abdelwahed       | Italie     | 8:21.04 | q     |
| 15   | 3     | Daniel Arce            | Espagne    | 8:21.06 | q     |
| 16   | 2     | Ryūji Miura            | Japon      | 8:21.80 |       |
| 17   | 1     | Benard Keter           | États-Unis | 8:21.94 |       |
| 18   | 3     | Mohamed Amin Jhinaoui  | Tunisie    | 8:22.00 |       |
| 19   | 3     | Benjamin Kigen         | Kenya      | 8:22.52 |       |
| 20   | 2     | Edward Trippas         | Australie  | 8:23.83 |       |
| 21   | 3     | Karl Bebendorf         | Allemagne  | 8:25.73 | SB    |
| 22   | 2     | Mohamed Ismail         | Djibouti   | 8:25.85 |       |
| 23   | 2     | Tom Erling Kårbø       | Norvège    | 8:26.12 | PB    |
| 24   | 1     | John Gay               | Canada     | 8:27.02 |       |
| 25   | 2     | Hicham Bouchicha       | Algérie    | 8:27.39 |       |
| 26   | 2     | Ahmed Jaziri           | Tunisie    | 8:28.28 |       |
| 27   | 1     | Ben Buckingham         | Australie  | 8:29.15 |       |
| 28   | 1     | Kosei Yamaguchi        | Japon      | 8:30.92 |       |
| 29   | 3     | Jacob Boutera          | Norvège    | 8:31.47 |       |
| 30   | 2     | Victor Ruiz            | Espagne    | 8:33.42 |       |
| 31   | 2     | Ryan Smeeton           | Canada     | 8:33.51 |       |
| 32   | 3     | Vidar Johansson        | Suède      | 8:33.51 |       |
| 33   | 3     | Ryōma Aoki             | Japon      | 8:33.89 |       |
| 34   | 1     | Bilal Tabti            | Algérie    | 8:38.45 |       |
| 35   | 2     | Salaheddine Ben Yazide | Maroc      | 8:38.46 |       |
| 36   | 3     | Jean-Simon Desgagnés   | Canada     | 8:40.90 |       |
| 37   | 3     | Topi Raitanen          | Finlande   | 8:43.01 |       |
| 38   | 1     | Frederik Ruppert       | Allemagne  | 8:45.55 |       |
| 39   | 2     | Carlos San Martin      | Colombie   | 8:48.66 |       |
| 40   | 1     | Tim Van De Velde       | Belgique   | 9:03.11 |       |
|      | 3     | Mohamed Tindouft       | Maroc      | DNF     |       |

## Légende
Records et Performances
- AR : Record continental (area record)
- CR : Record des championnats (championship record)
- MR : Record du meeting (meet record)
- NR : Record national (national record)
- OR : Record olympique (olympic record)
- PR : Record paralympique (paralympic record)
- PB : Record personnel (personal best)
- SB : Meilleure performance personnelle de la saison (season's best)
- WL : Meilleure performance mondiale de l'année (world leader)
- WJR : Record du monde junior (world junior record)
- WR : Record du monde (world record)

Circonstances et Conditions
- DNF : N'a pas terminé (did not finish)
- DNS : N'a pas pris le départ (did not start)
- DQ : Disqualification (disqualification)
- NM : Aucun essai valable enregistré (No Mark)
- Q : Qualifié « directement » au prochain tour (ou à la prochaine compétition), lors d'une compétition majeure, grâce au classement ou à la réalisation des minima (automatic qualifier)
- q : Qualifié au prochain tour (ou à la prochaine compétition), lors d'une compétition majeure, grâce au repêchage ou à la réalisation de l'une des meilleures performances parmi celles des « non qualifiés directement » (grâce au meilleur temps ou à la meilleure distance par exemple) (secondary qualifier)